# Antoine Conte
Pour les articles homonymes, voir Antoine Conte (homme politique) et Conte (homonymie).
Antoine Conte, né le 29 janvier 1994 à Paris, est un footballeur international guinéen. Il évolue aux postes de défenseur central ou d'arrière droit à Iğdır FK (en).

## Biographie
Antoine Conté est né à Paris, d'un père guinéen et d'une mère sénégalaise, il grandit à Fontenay-sous-Bois.

### Au Paris Saint-Germain
Repéré à Vincennes, le jeune Antoine Conte arrive au Paris Saint-Germain en 2007, à l'âge de 13 ans. En juin 2009, il est finaliste de la Coupe Nationale des 14 ans avec la sélection de la Ligue de Paris-Île-de-France. Il fréquente les équipes de jeunes puis l'équipe de CFA, avant de participer aux entraînements avec les pros. Antoine Conte fait ses grands débuts en Ligue 1, le 29 janvier 2013 en remplaçant Mamadou Sakho lors d'un match face à Toulouse. Antoine signe son premier contrat professionnel le 23 mai 2013.

### Au stade de Reims
Le 13 août 2013, il est prêté, sans option d'achat, pour une saison au Stade de Reims. En juillet 2014, son prêt est transformé en transfert définitif.

### En sélection

#### En équipe de France jeunes
Antoine Conte est régulièrement sélectionné avec les équipes de France de jeunes (U17, U18, U19, U20 et enfin espoirs).
Avec la sélection des moins de 19 ans, il participe au championnat d'Europe 2013 organisé en Lituanie. Lors de cette compétition, il inscrit un but face à l'Espagne en demi-finale. La France atteint la finale de la compétition, en étant battue par la Serbie lors de l'ultime match.
Avec les moins de 20 ans, il participe au Tournoi de Toulon en 2014. La France atteint la finale de la compétition, en se faisant battre par le Brésil.

#### En équipe de Guinée
Le 20 décembre 2021, il est convoqué pour la première fois avec l'équipe de Guinée de football pour prendre part à la Coupe d'Afrique des nations 2021 au Cameroun mais doit déclarer forfait 5 jours plus tard pour cause de blessure.
Le 23 décembre 2023, il est retenu dans la liste des vingt-cinq joueurs guinéens sélectionnés par Kaba Diawara pour disputer la Coupe d'Afrique des nations 2023.

## Statistiques
| Saison                | Club                    | Championnat           | Championnat | Championnat | Coupe nationale | Coupe nationale | Coupe de la Ligue | Coupe de la Ligue | Total | Total |
| Saison                | Club                    | Division              | M.          | B.          | M.              | B.              | M.                | B.                | M.    | B.    |
| 2012–2013             | Paris Saint-Germain     | Ligue 1               | 1           | 0           | -               | -               | -                 | -                 | 1     | 0     |
| Sous-total            | Sous-total              | Sous-total            | 1           | 0           | 0               | 0               | 0                 | 0                 | 1     | 0     |
| 2013–2014             | Stade de Reims (prêt)   | Ligue 1               | 9           | 0           | -               | -               | 1                 | 0                 | 10    | 0     |
| 2014–2015             | Stade de Reims          | Ligue 1               | 29          | 0           | 2               | 0               | -                 | -                 | 31    | 0     |
| 2015–2016             | Stade de Reims          | Ligue 1               | 11          | 0           | -               | -               | -                 | -                 | 11    | 0     |
| 2016–2017             | Stade de Reims          | Ligue 2               | 9           | 0           | 0               | 0               | 1                 | 0                 | 10    | 0     |
| Sous-total            | Sous-total              | Sous-total            | 58          | 0           | 2               | 0               | 2                 | 0                 | 62    | 0     |
| 2016–2017             | Beitar Jérusalem (prêt) | Ligat HaAl            | 14          | 0           | 3               | 0               | -                 | -                 | 17    | 0     |
| Sous-total            | Sous-total              | Sous-total            | 14          | 0           | 3               | 0               | -                 | -                 | 17    | 0     |
| Total sur la carrière | Total sur la carrière   | Total sur la carrière | 73          | 0           | 5               | 0               | 2                 | 0                 | 80    | 0     |

## Palmarès

### En club
Antoine Conte est champion de France en 2013 avec le Paris Saint-Germain.

### En équipe nationale
Avec l'équipe de France des moins de 19 ans, il est finaliste du Championnat d'Europe en 2013. Il est également finaliste du Tournoi de Toulon en 2014 avec l'équipe de France des moins de 20 ans.

## Affaire judiciaire
Le texte peut changer fréquemment, n’est peut-être pas à jour et peut manquer de recul. 
Le titre et la description de l'acte concerné reposent sur la qualification juridique retenue lors de la rédaction de l'article et peuvent évoluer en même temps que celle-ci.
Le 8 décembre 2016, Antoine Conte frappe ou menace sa compagne durant une dispute. Elle sort dans la rue et appelle à l'aide. Un lycéen de 19 ans se porte à son secours. Antoine Conte retourne à son domicile pour chercher une batte de baseball, avec laquelle il agresse le jeune homme. Ce dernier est diagnostiqué avec un traumatisme crânien avec hémorragie cérébrale. Son pronostic vital, engagé dans la soirée du 8, se stabilise le lendemain. Antoine Conte est placé en garde à vue. À l'issue de celle-ci, il est mis en examen pour violence volontaire et libéré sous contrôle judiciaire avec obligation de rester en Île-de-France, couvre-feu nocturne et interdiction de se rendre dans le département de la Marne. Ne pouvant donc plus jouer au stade de Reims en raison de cette interdiction judiciaire, il est prêté le 31 janvier 2017 au club israélien de football Beitar Jérusalem, où il signe le 15 juin 2017 un contrat de trois ans. Il est finalement condamné en première instance à 3 ans de prison dont 12 mois ferme.
Le 19 mai 2021, Antoine Conte est rejugé par la cour d'appel qui le condamne à cinq ans de prison avec sursis.